# Каледин, Сергей Евгеньевич
Серге́й Евге́ньевич Кале́дин (род. 28 августа 1949, Москва) — русский писатель и публицист.

## Семья
Родители — инженер Евгений Александрович Беркенгейм и переводчица Тамара Георгиевна Калякина (во втором браке — Каледина). Евгений Александрович был сыном эсера, одного из учредителей Политического Красного Креста, председателя Союза еврейских кооперативных обществ в Польше Александра Моисеевича Беркенгейма (1878—1932), приходился племянником домашнему врачу семьи Л. Н. Толстого Григорию Моисеевичу Беркенгейму (1872—1919) и химикам — профессорам Абраму Моисеевичу Беркенгейму (1867—1938) и Борису Моисеевичу Беркенгейму (1885—1959), детям купца первой гильдии Моисея Соломоновича Беркенгейма.
Третьим браком был женат на поэтессе Татьяне Бек. Тёщей (во втором браке) была известная переводчица и мемуаристка Эстер Яковлевна Гессен (1923—2014), бабушка журналистки Маши Гессен.

## Биография
Был исключён из 9-го класса средней школы за хулиганство. Окончил первый курс Московского института связи, после чего добровольно отчислился и пошёл служить в стройбат (г. Ангарск). После армии работал учеником чертёжника, могильщиком, сторожем, кочегаром. Окончил заочно Литературный институт имени М. Горького (1979).
Дебютировал в 1987 году в журнале «Новый мир» повестью «Смиренное кладбище», принесшей ему известность и экранизированной в 1989 г. режиссёром Александром Итыгиловым. В дальнейшем публиковался в журналах «Новый мир» и «Континент», опубликовал ряд отдельных изданий. Произведения Каледина переведены на английский, немецкий, французский, датский, шведский и другие языки.
В 1993 году подписал «Письмо 42-х».
В 2011 году за свою серию очерков в журнале «Огонёк» Каледин был удостоен премии Союза журналистов России «Золотое перо России».